# العلاقات البوليفية السورينامية
العلاقات البوليفية السورينامية هي العلاقات الثنائية التي تجمع بين بوليفيا وسورينام.

## مقارنة بين البلدين
هذه مقارنة عامة ومرجعية للدولتين:
| وجه المقارنة                                              | بوليفيا                                          | سورينام                        |
| --------------------------------------------------------- | ------------------------------------------------ | ------------------------------ |
| المساحة (كم2)                                             | 1.10 مليون                                       | 163.27 ألف                     |
| عدد السكان (نسمة)                                         | 11.05 مليون                                      | 563.40 ألف                     |
| الكثافة السكانية (ن./كم²)                                 | 10.05                                            | 3.45                           |
| العاصمة                                                   | سوكري، لاباز                                     | باراماريبو                     |
| اللغة الرسمية                                             | اللغة الإسبانية، اللغة الأيمرية، كتشوا، غوارانية | اللغة الهولندية                |
| العملة                                                    | بوليفاريو بوليفي                                 | دولار سورينامي، غيلدر سورينامي |
| الناتج المحلي الإجمالي (بليون دولار)                      | 37.51 مليار                                      | 3.32 مليار                     |
| الناتج المحلي الإجمالي (تعادل القوة الشرائية) بليون دولار | 74.58 مليار                                      | 9.07 مليار                     |
| الناتج المحلي الإجمالي الاسمي للفرد دولار أمريكي          | 3.08 ألف                                         | 9.48 ألف                       |
| الناتج المحلي الإجمالي للفرد دولار أمريكي                 | 6.63 ألف                                         | 16.64 ألف                      |
| مؤشر التنمية البشرية                                      | 0.662                                            | 0.714                          |
| رمز المكالمات الدولي                                      | +591                                             | +597                           |
| رمز الإنترنت                                              | .bo                                              | .sr                            |
| المنطقة الزمنية                                           | 00                                               | 00                             |

## منظمات دولية مشتركة
يشترك البلدان في عضوية مجموعة من المنظمات الدولية، منها:
| علم المنظمة | اسم المنظمة                                                          | تاريخ انضمام بوليفيا | تاريخ انضمام سورينام |
| ----------- | -------------------------------------------------------------------- | -------------------- | -------------------- |
|             | الاتحاد البريدي العالمي                                              | ?                    | ?                    |
|             | اتحاد دول أمريكا الجنوبية                                            | ?                    | ?                    |
|             | منظمة التجارة العالمية                                               | 12 سبتمبر 1995       | ?                    |
|             | الأمم المتحدة                                                        | 14 نوفمبر 1945       | 4 ديسمبر 1975        |
|             | منظمة حظر الأسلحة الكيميائية                                         | ?                    | ?                    |
|             | وكالة ضمان الاستثمار متعدد الأطراف                                   | 3 أكتوبر 1991        | 2 يوليو 2003         |
|             | منظمة الشرطة الجنائية الدولية                                        | ?                    | ?                    |
|             | مؤسسة التمويل الدولية                                                | 20 يوليو 1956        | 1 سبتمبر 2011        |
|             | الاتحاد الدولي للاتصالات                                             | 1 يونيو 1907         | 15 يوليو 1976        |
|             | البنك الدولي للإنشاء والتعمير                                        | 27 ديسمبر 1945       | 27 يونيو 1978        |
|             | وكالة حظر الأسلحة النووية في أمريكا اللاتينية ومنطقة البحر الكاريبي ‏ | ?                    | ?                    |
|             | يونسكو                                                               | 13 نوفمبر 1946       | 16 يوليو 1976        |

## وصلات خارجية
- موقع وزارة الخارجية البوليفية
- موقع وزارة الخارجية السورينامية